# Đorđe Jokić
Đorđe Jokić (in serbo Ђорђе Јокић?; Raška, 20 gennaio 1981) è un ex calciatore serbo, di ruolo difensore.

## Carriera

### Club
Debutta nella squadra della sua città, il Bane, nel 1998, a 17 anni, e nel 2000 si trasferisce all'OFK Belgrado, dove rimane fino alla stagione 2004-2005.
Nel 2005 si trasferisce in Russia, al Torpedo Mosca. Successivamente, nel 2008, firma per il Tom' Tomsk.

### Nazionale
Ha partecipato, nel 2004, ai Campionati Europei Under-21 2004, con la Nazionale serbo-montenegrina Under-21, arrivando in finale, ma perdendo contro l'Italia. Ha fatto parte della spedizione serbo-montenegrina all'Olimpiade di Atene 2004.